# St. Bonifatius (Dietenhofen)

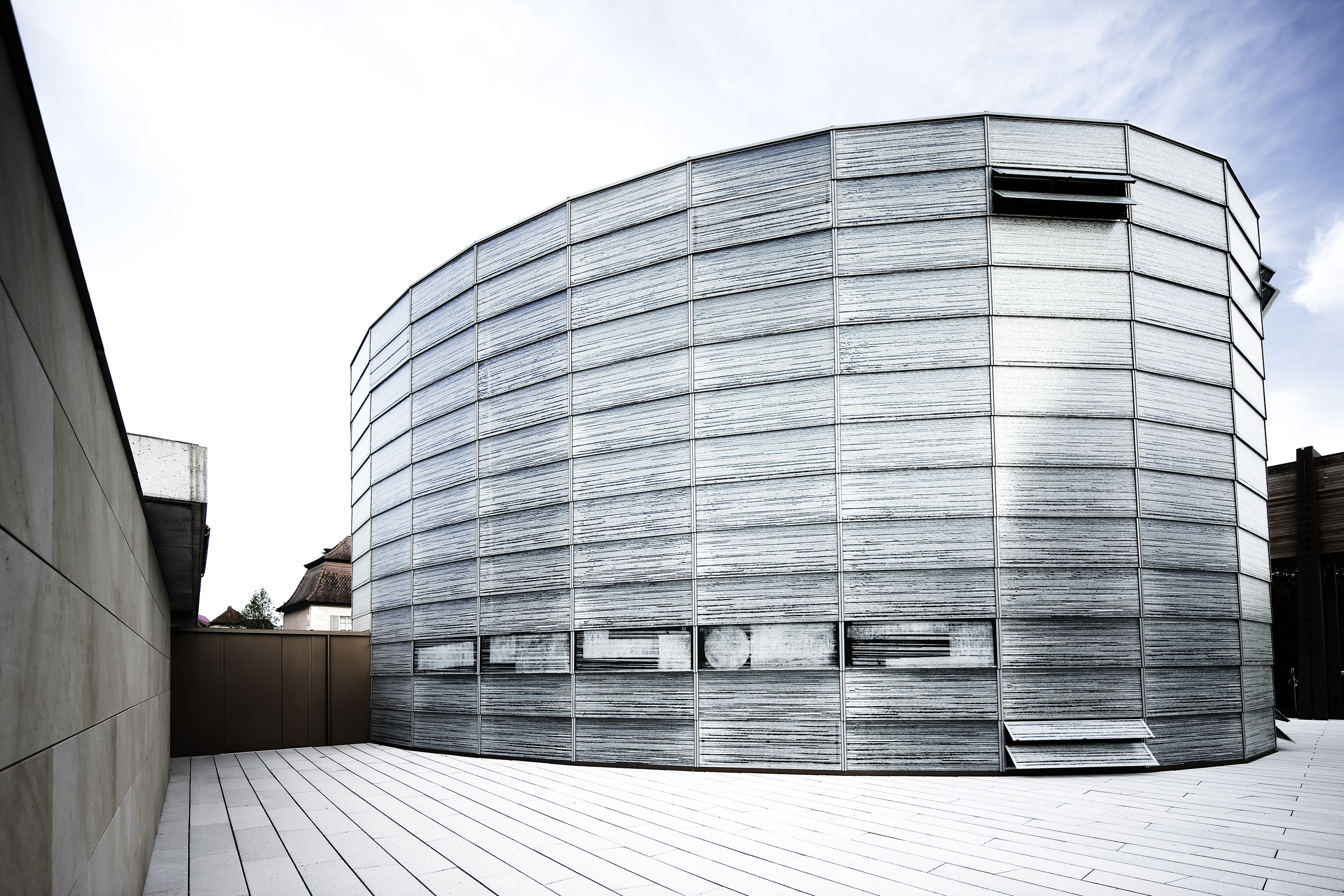
St. Bonifatius

St. Bonifatius ist eine nach dem heiligen Bonifatius benannte römisch-katholische Kirche in Dietenhofen (Dekanat Herrieden des Bistums Eichstätt). Die Kirchengemeinde gehört zum Pfarrverband Heilsbronn.

## Kirchengemeinde
1925 waren in Dietenhofen nur 25 der 762 Einwohner römisch-katholisch. Diese waren nach St. Vitus (Veitsaurach) gepfarrt. Nach dem Zweiten Weltkrieg kam es zur Ansiedlung von Heimatvertriebenen aus Schlesien, Böhmen und Mähren, wodurch die Zahl der Katholiken stark anstieg. Anfangs konnte an jedem zweiten Sonntagnachmittag in der evangelischen St.-Andreas-Kirche die Messe gehalten werden. 1947 wurde Dietenhofen mit Großhabersdorf zur Kuratie erklärt und der Stadtpfarrei Heilsbronn angegliedert. Im Spätherbst 1947 wurde ein kleines Gebäude angemietet und als Kapelle genutzt. 1955 wurde ein 1100 Quadratmeter großes Grundstück an der Weinbergleiten gekauft, auf dem eine kleine Notkirche erbaut wurde, die sich äußerlich von einem einfachen Wohnhaus kaum unterschied. Diese wurde am 28. Oktober 1956 von Domkapitular Josef Klebl dem heiligen Bonifatius geweiht.
Die katholische Kirchengemeinde Dietenhofen umfasst spätestens seit den 1980er Jahren die Katholiken der politischen Gemeinde Dietenhofen. Zu dieser Zeit gab es 600 Gemeindemitglieder. Am 1. Juli 1993 wurde die Kuratie St. Walburga Dietenhofen-Großhabersdorf zur Pfarrei erhoben, die zum Dekanat Schwabach gehörte. Zur Kirchengemeinde gehören auch die Weihenzeller Gemeindeteile Forst, Frankendorf und Petersdorf. 2013 wurde die Pfarrei aufgelöst: die Kirchengemeinde Dietenhofen wurde der Pfarrei Heilsbronn zugeordnet und die Kirchengemeinde Großhabersdorf der Pfarrei Roßtal.

## Kirchengebäude
Die Notkirche wurde für die wachsende katholische Gemeinde zu klein und war außerdem sanierungsbedürftig. Man entschied sich für einen Neubau. Hierfür wurde 1992 ein Grundstück auf dem ehemaligen Fleischereigelände angekauft, auf dem dann von 2006 bis 2009 die heutige Kirche nach Plänen des Eichstätter Diözesanbaumeisters Karl Frey und dessen Mitarbeitern Richard Breitenhuber und Robert Fürsich errichtet wurde. Am 27. September 2009 weihte Bischof Gregor Maria Hanke die Filialkirche St. Bonifatius.
Der gesamte Entwurf basiert auf dem Grundmaß 12 cm bzw. der Zahl zwölf. Alle Abmessungen der Architektur und der Ausstattung lassen sich als Vielfaches dieser Einheit ableiten. Der postmoderne, elliptische Bau (24 × 16 Meter) hat eine Außenhülle aus einem Stahlskelett mit 384 gerippten Industriegläsern, die Innenwände bestehen dagegen aus 288 handbemalten und gebrannten Glasplatten. Abgeschlossen wird sie von einer flachen, monolithischen Betondecke. Auf einem Stahlgestell neben der Kirche befindet sich ein kubisches hölzernes Glockengehäuse. Durch die Kombination von Fotovoltaik und Geothermie ist das Gebäude energetisch autark.
Der Fußboden besteht aus Pappenheimer Juramarmor. Das achteckige Taufbecken steht im Osten dem Altar gegenüber, links und rechts davon gibt es Sitzbänke für ca. 120 Gottesdienstbesucher. In die äußere Raumschale sind 14 Kreuzwegstationen integriert, die von Rudolf Ackermann aus Eichstätt geschaffen wurden. Ansonsten ist die Kirche bilderlos.
Projektbeteiligte
- Architekt: Diözesanbauamt Eichstätt unter Leitung von Diözesanbaumeister Karl Frey und Mitarbeiter Richard Breitenhuber und Robert Fürsich
- Ingenieur: Sailer, Stepan und Partner
- Lichtplaner: Walter Bamberger
- Künstler: Rudolf Ackermann (Kreuzweg, liturgische Orte), Lukas Hirschi (Glasgestaltung innen)
- Bauherr: Diözese Eichstätt

## Kuraten bzw. Pfarrer von St. Bonifatius Dietenhofen / St. Walburga Großhabersdorf
- 1947–1949 Kurat Walter Führich
- 1949–1953 Kurat Norbert Ubl (O.Praem.)
- 1953–1968 Kurat Franz Gollan
- 1968–1972 Kurat Franz Kurzendorfer
- 1972–1983 Kurat Franz Hein
- 1983–1992 Kurat Josef Herrmann
- 1992–1995 Kurat/Pfarrer Ewald Scherr[6]
- 1995–1998 Pfarrer Josef Vollnhals
- 1998–2003 Pfarrer Bernhard Kroll
- 2004–2010 Pfarrer Sturmius Wagner